# Vincenzo Giummarra
Vincenzo Giummarra, né le 9 mai 1923 à Raguse et mort le 26 octobre 2010 à Rome, est un homme politique italien.
Membre de la Démocratie chrétienne, il est président de la Région sicilienne en 1967 et de 1972 à 1974, puis député européen entre 1979 et 1989.

## Biographie
Diplômé en droit et en philosophie, il est assistant de droit de procédure pénale à l'Université de Catane et écrit dans des revues juridiques.
Il est conseiller municipal et adjoint à Raguse, préside l'association chrétienne des travailleurs italiens (ACLI) de sa ville. Au sein de la Démocratie chrétienne, il occupe le poste de secrétaire provincial de 1952 à 1955, siège au comité régional à partir de 1953 et appartient à l'exécutif régional du parti l'année suivante.
Conseiller de la province en 1955, il est élu député à l'Assemblée régionale sicilienne lors des élections régionales de la même année, et confirmé lors des quatre scrutins suivants. Après avoir été secrétaire adjoint dans les troisième et quatrième législatures, il partage la vice-présidence de l'Assemblée de 1963 à 1967 avec le communiste Pompeo Colajanni.
Après les élections de 1967, il prend la tête d'un gouvernement monocolore entre le 11 août et le 29 septembre 1967
, avant la reconstitution d'une junte de centre-gauche, sous la conduite Vincenzo Carollo. Il retrouve la vice-présidence de l'ARS le 9 octobre après la démission de Filippo Lentini.
Quand Mario Fasino est élu à la présidence de la Région sicilienne, le 26 février 1969, il est conseiller à l'Agriculture. À ce poste, il favorise la construction de serres agricoles dans sa circonscription, à Ispica, Scicli et Vittoria. Il est remplacé par Angelo Bonfiglio dans le deuxième gouvernement Fasino, nommé le 29 avril 1970.
Après la démission du cinquième gouvernement Fasino, le secrétaire régional du DC, Giuseppe D'Angelo, et celui du PCI, Achille Occhetto, négocient une coopération, bien avant le compromis historique national. Mais pour gagner du temps pour les discussions, un gouvernement de transition est confié à Vincenzo Giummarra, du 23 décembre 1972 au 26 mars 1974. Formé de membres de la DC, du PSI, du PRI et du PSDI, parmi lesquels des personnalités de premier plan, dont Piersanti Mattarella au Budget, Calogero Mannino aux Finances, Mario D'Acquisto au Travail et Nicola Capria à l'Industrie, le gouvernement n'a vocation qu'à gérer les affaires courantes.
Pourtant, la junte doit gérer les conséquences d'une violente tempête la veille du Nouvel an 1973, qui coupe l'île du reste du pays durant 2 jours, et font 15 morts et 100 milliards de lires de dégâts. La même année, en octobre, la mer détruit les installations du port de Palerme. La région finance peu les réparations mais en appelle aux aides nationales d'urgence. Face à la hausse des prix de l'essence provoquée par le premier choc pétrolier, Giummarra encourage les Siciliens à l'austérité en délaissant leurs automobiles chaque dimanche, alors qu'il est surpris abandonnant son vélo pour entrer dans une voiture de fonction.
Angelo Bonfiglio lui succède à la présidence de la région, et l'appelle comme conseiller à l'Agriculture jusqu'à la fin de la législature.
Il ne se représente pas aux élections de 1976, et prend la présidence sicilienne de la Cassa Centrale di Risparmio Vittore-Emanuele, grâce à laquelle il renforce son ancrage électoral en Sicile orientale et sa proximité avec le messinais Nino Gullotti. Il est élu en 1979, parlementaire au Parlement européen devant Mario Scelba, et réélu en 1984, siège jusqu'en 1989, renonçant à un nouveau mandat et se retirant à Raguse.